# 斯里兰卡国旗
斯里兰卡国旗，又俗称“狮子旗”，由一只握有宝剑、向前行走状的金色狮子为主图案。现行旗帜启用于1972年。
旗面四周的黄色边框和框内靠左侧的黄色分割线，将整个旗面划分为左右结构的框架。左边框内是绿色和橙色的两个竖长方形；右侧为红褐色长方形，中间是一头紧握宝剑的黄色狮子，长方形的四角各有一片菩提树叶。
咖啡色代表占斯里兰卡多数人口的僧伽罗族，橙、绿色代表泰米尔族和穆斯林；黄色边框象征人民追求光明和幸福。菩提树叶表示僧伽罗族对佛教的信仰，而其形状又和斯里兰卡国土轮廓相似；狮子图案标志着该国的古称“狮子国”，也象征斯里兰卡人民的刚强和勇敢，尾部八個凸起象徵八正道、在它的右前爪上握有一把剑，代表斯里兰卡民众誓死捍卫国家的决心与意志。

## 历史国旗
狮子图案早在康提王国时期就出现于斯里兰卡旗帜上。
1948版国旗是有带黄边的红褐色狮子旗，被认为有“僧伽罗族至上”的倾向。1951年锡兰（斯里兰卡的旧称）政府为体现对各民族一律平等对待的态度，加入了代表泰米尔人的橙色和穆斯林的绿色，并以分割线与狮子图案隔开。
1972年又对国旗上的菩提树叶形状进行修改。

### 古代
丹布勒石窟寺2号窟的壁画描绘了杜图伽穆努国王在征讨埃拉拉（公元前162年入侵斯里兰卡的南印度统治者）时手持旗帜的场景，旗帜上绘有一头狮子，其右前爪握着一把剑，分别象征着太阳和月亮。 这面旗帜被认为是僧伽罗狮子旗的唯一古代代表作，但在1957年，旗帜上的狮子图案被破坏者毁坏。

斯里兰卡国旗（直至1815年）
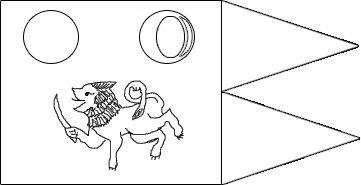
F杜图伽穆努旗帜，阿努拉德普勒王国时期
甘波罗王国旗帜， 约1341–1408
科提王国旗帜，约1412–1597
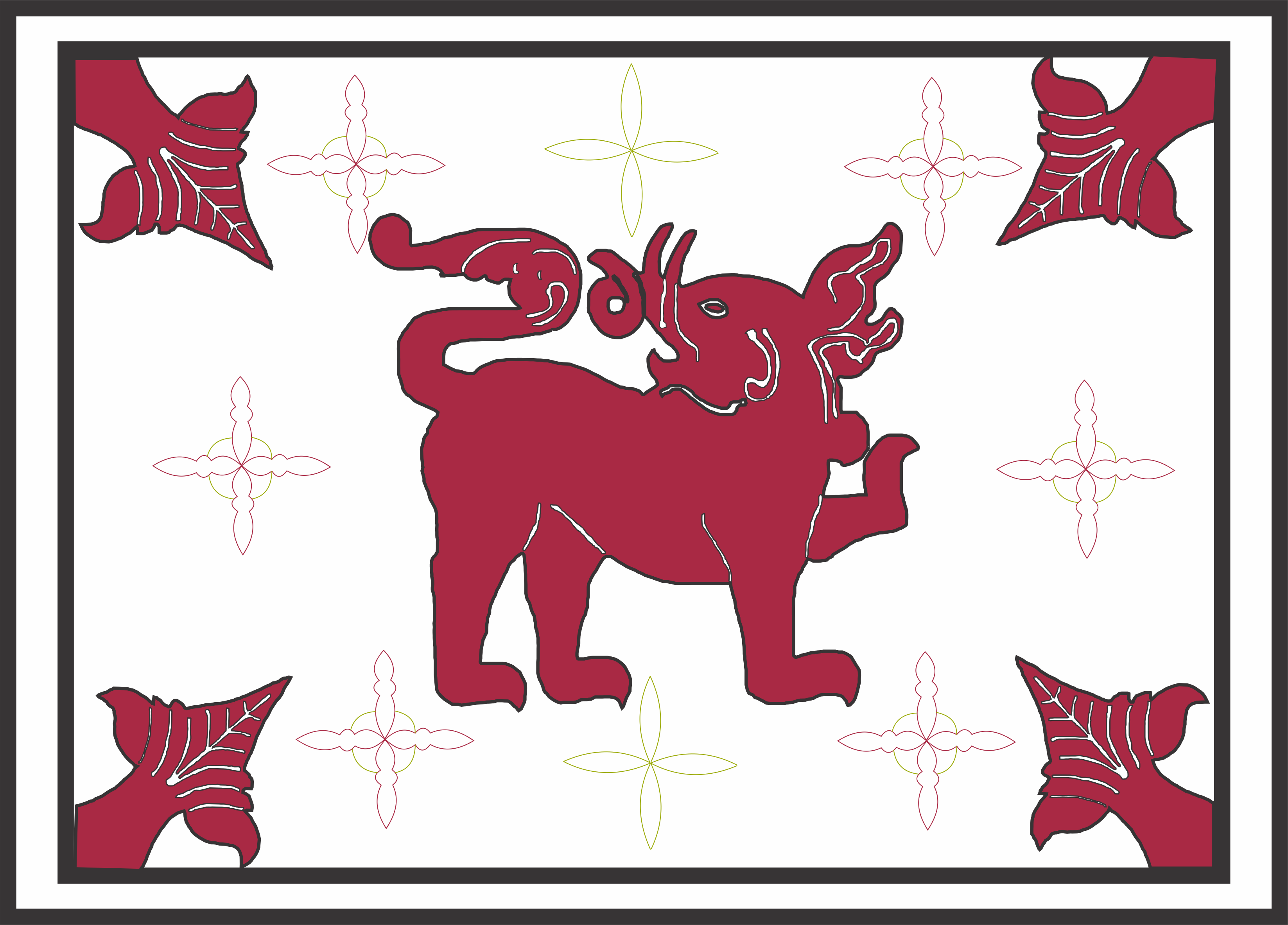
锡塔瓦卡王国旗帜，约1521-1594
康提的维克拉玛·拉贾辛哈的旗帜，用作康提王国的旗帜，为现代斯里兰卡国旗的原型约1798–1815

### 殖民时期
康提的维克拉玛·拉贾辛哈的君主个人旗帜，这一基本设计一直沿用到1815年。当时康提会议结束了该国最后一位本土君主斯里·维克拉玛·拉贾辛哈的统治，用英国国旗取代了他的王旗（用作康提王国的国旗）,米字旗成为全国公认的国旗。 后来，英属锡兰殖民政府设立了自己的国旗，而斯里·维克拉玛·拉贾辛哈的王旗则被带到英国，保存在切尔西皇家医院。

斯里兰卡国旗 (1815年-1948年)
英属锡兰官方旗帜， 1815年–1875年
英属锡兰殖民地旗帜, 1875年–1948年

### 独立后
1948年1月16日，时任议员的艾哈迈德·莱贝·辛内·莱贝向议会提出以下动议；
"继1815年签署《内地协议》之后，我在此向尊敬的议会提议，以国王斯里·维克勒马·拉贾辛哈的皇家旗帜为独立后的锡兰的官方旗帜，该旗帜以黄色为背景，红色为底色，描绘的是一只右爪握剑的狮子。"
1948年，狮子旗被定为锡兰自治领的国旗，之后经历了两次修改：一次是在 1953年，一次是在1972年重新设计。
1972年重新设计出来的的康提旗帜的一个显著特点是用四片叶子代替了旗角的四个矛头，这一设计选择是在文化部常任秘书兼国徽和国旗设计委员会主席尼桑卡·维耶拉特纳的指导下做出的，维杰耶拉特纳添加的四片菩提树叶体现了慈爱 (Mettha)、悲悯 (Karuna)、平静 (Upeksha) 和幸福 (Muditha) 的核心原则。

斯里兰卡国旗（自1948年起）
锡兰自治领旗帜，1948年–1951年
锡兰自治领国旗（与现在的类似），1951年–1972年

## 其他旗帜
- 陆军旗帜
- 斯里兰卡海岸警卫队旗
- 海军旗帜
- 陆军司令旗帜
- 空军旗帜
- 空军旗帜
- 斯里兰卡总统旗帜(邁特里帕拉·西里塞納所使用)

## 其他历史旗帜
- 斯里兰卡国旗（1951年历史旗帜）
- 锡兰总督旗帜（1875-1948）
- 锡兰总督旗帜（1948-1952）
- 锡兰总督旗帜（1952-1972）
- 英属锡兰皇家空军旗帜
- 英属锡兰皇家空军旗帜

## 历代国旗
- 15世纪至1597年科提王国
- 1769年-1815年 康提王国
- 1815年-1875年 康提王国
- 1875年-1948年 英属锡兰
- 1948年-1951年 锡兰
- 1951年-1972年 锡兰
- 1972年-1978年 斯里兰卡共和国
- 1978年至今 斯里兰卡民主社会主义共和国